# Březina, Rokycany
Březina là một làng thuộc huyện Rokycany, vùng Plzeňský, Cộng hòa Séc.